# Natație la Jocurile Olimpice de vară din 2020 - 400 m mixt (feminin)
Proba de înot 400 de metri mixt feminin de la Jocurile Olimpice de vară din 2020 a avut loc în perioada 24-25 iulie 2021 la Tokyo Aquatics Centre.

## Recorduri
Înaintea acestei competiții, recordurile mondiale și olimpice erau următoarele:
| Record  | Atlet                | Timp    | Loc                      | Data          |
| ------- | -------------------- | ------- | ------------------------ | ------------- |
| Mondial | Katinka Hosszú (HUN) | 4:26,36 | Rio de Janeiro, Brazilia | 6 august 2016 |
| Olimpic | Katinka Hosszú (HUN) | 4:26,36 | Rio de Janeiro, Brazilia | 6 august 2016 |

## Program
Orele sunt ora Japoniei (UTC+9) 
| Data                    | Timp  | Etapă      |
| ----------------------- | ----- | ---------- |
| Sâmbătă, 24 iulie 2021  | 19:00 | Calificări |
| Duminică, 25 iulie 2021 | 10:30 | Finala     |

## Rezultate

### Calificări
Înotătoarele cu cei mai buni 8 timpi se califică în finală, indiferent de cursa din calificări în care au concurat.
| Loc | Cursă | Culoar | Sportivă                   | Țară                       | Timp    | Note |
| --- | ----- | ------ | -------------------------- | -------------------------- | ------- | ---- |
| 1   | 3     | 5      | Emma Weyant                | Statele Unite ale Americii | 4:33,55 | C    |
| 2   | 3     | 6      | Aimee Willmott             | Marea Britanie             | 4:35,28 | C    |
| 3   | 2     | 4      | Yui Ohashi                 | Japonia                    | 4:35,71 | C    |
| 4   | 3     | 3      | Mireia Belmonte            | Spania                     | 4:35,88 | C    |
| 5   | 2     | 5      | Hali Flickinger            | Statele Unite ale Americii | 4:35,98 | C    |
| 6   | 2     | 6      | Viktória Mihályvári-Farkas | Ungaria                    | 4:35,99 | C    |
| 7   | 3     | 4      | Katinka Hosszú             | Ungaria                    | 4:36,01 | C    |
| 8   | 2     | 7      | Ilaria Cusinato            | Italia                     | 4:37,37 | C    |
| 9   | 3     | 2      | Sara Franceschi            | Italia                     | 4:39,93 |      |
| 10  | 3     | 1      | Anja Crevar                | Serbia                     | 4:40,50 |      |
| 11  | 2     | 1      | Yu Yiting                  | China                      | 4:41,64 |      |
| 12  | 3     | 8      | Ageha Tanigawa             | Japonia                    | 4:41,76 |      |
| 13  | 3     | 7      | Fantine Lesaffre           | Franța                     | 4:41,98 |      |
| 14  | 2     | 2      | Tessa Cieplucha            | Canada                     | 4:44,54 |      |
| 15  | 1     | 5      | Katja Fain                 | Slovenia                   | 4:44,66 |      |
| 16  | 1     | 3      | Azzahra Permatahani        | Indonezia                  | 4:54,54 |      |
| 17  | 1     | 4      | Virginia Bardach           | Argentina                  | 5:01,98 |      |
| 18  | 2     | 3      | Sydney Pickrem             | Canada                     | NSC     |      |

### Finala
| Loc | Culoar | Sportiv                    | Țară                       | Timp    | Note |
| --- | ------ | -------------------------- | -------------------------- | ------- | ---- |
| 1   | 3      | Yui Ohashi                 | Japonia                    | 4:32,08 |      |
| 2   | 4      | Emma Weyant                | Statele Unite ale Americii | 4:32,76 |      |
| 3   | 2      | Hali Flickinger            | Statele Unite ale Americii | 4:34,90 |      |
| 4   | 6      | Mireia Belmonte            | Spania                     | 4:35,13 |      |
| 5   | 1      | Katinka Hosszú             | Ungaria                    | 4:35,98 |      |
| 6   | 7      | Viktória Mihályvári-Farkas | Ungaria                    | 4:37,75 |      |
| 7   | 5      | Aimee Willmott             | Marea Britanie             | 4:38,30 |      |
| 8   | 8      | Ilaria Cusinato            | Italia                     | 4:40,65 |      |